# Maytenus linearis
Maytenus linearis là một loài thực vật có hoa trong họ Dây gối. Loài này được (L. f.) Marais mô tả khoa học đầu tiên năm 1960.